# Villa da vendere (film 1943)
Villa da vendere (Se vende un palacio) è un film spagnolo del 1943 diretto da Ladislao Vajda.